# Trupp Schwerer Transport

Taktisches Zeichen

Der Trupp Schwerer Transport (Tr TS, auch „Trupp Transport, schwer“) ist eine Teileinheit des Technischen Hilfswerkes. Der Trupp verwendet einen Sattelzug zur Erfüllung seiner Aufgaben. 

## Aufgaben
Kernaufgabe des Trupps ist der Transport von Stückgütern und Containern. Eingeschlossen ist der Transport von Gefahrgütern auch jenseits der Freigrenze nach Abschnitt 1.1.3.6 des ADR („1.000-Punkte-Regel“).

## Aufstellung
Die Mindestaufstellung umfasst einen Trupp je Landesverband, also acht Einheiten. Die geplante Sollaufstellung umfasst 24 Einheiten. Mitte 2023 sind 17 Einheiten aufgestellt.

## Ausstattung
Die personelle Ausstattung umfasst einen Truppführer sowie drei Fachhelfer. Die Fachhelfer sind als Kraftfahrer CE mit der Berechtigung, Gefahrguttransporte durchzuführen, qualifiziert.
Die Sachausstattung umfasst im Wesentlichen eine Sattelzugmaschine mit Aufliegern für den Stückgut-Transport (Plane/Spriegel mit Ladebordwand) und Container-Transport.